# Emilio Izaguirre
Emilio Arturo Izaguirre Girón (født 10. maj 1986 i Tegucigalpa, Honduras) er en honduransk fodboldspiller (venstre back). Han spiller hos Al-Fayha i Saudi-Arabien.
Izaguirre startede karrieren i hjemlandet hos hovedstadsklubben Motagua. I 2010 blev han hentet til den skotske storklub Celtic. Han har med Celtic været med til at vinde hele tre skotske mesterskaber samt to FA-Cup-titler, ligesom han i 2011 blev kåret til årets spiller i den skotske liga.

## Landshold
Izaguirre har (pr. april 2018) spillet 98 kampe og scoret tre mål for Honduras' landshold, som han debuterede for 29. februar 2007 i et opgør mod Costa Rica. Han var en del af den honduranske trup til både VM i 2010 og VM i 2014.